# Rolf Peterson
Rolf Peterson (Halmstad, Halland, 11 de maio de 1944) é um ex-canoísta sueco especialista em provas de velocidade.

## Carreira
Foi vencedor da medalha de Ouro em K-1 1000 m em Tóquio 1964 e da medalha de Prata na mesma categoria em Munique 1972.